# سینی یار
سینی یار (به لاتین: Siny Yar) یک منطقهٔ مسکونی در روسیه است که در جمهوری آلتای واقع شده‌است.